# Ceuthospora liriodendri
Ceuthospora liriodendri är en svampart som beskrevs av Westend. . Ceuthospora liriodendri ingår i släktet Ceuthospora och familjen Phacidiaceae.   Inga underarter finns listade i Catalogue of Life.